# عبدالرحمن بن عبدالعزیز آل سعود
عبدالرحمن بن عبدالعزیز آل سعود (زاده ۱۹۳۱ – درگذشته ۱۳ ژوئیه ۲۰۱۷) معاون سابق وزیر دفاع و هوانوردی سابق در پادشاهی عربستان سعودی و فرزند شانزدهم ملک عبدالعزیز بود.

## زندگی‌نامه
عبدالرحمن بن عبدالعزیز آل سعود در عربستان، شهر ریاض زاده شد. نام پدر او عبدالعزیز بن عبدالرحمن بن فیصل آل سعود و نام مادرش حصه بنت احمد السدیری می‌باشد.
بعد از وفات پدر به آمریکا ایالت کالیفرنیا رفت و در یکی از دبیرستان‌های آنجا که دانش‌آموزان را برای ورود به دانشکده افسری تربیت می‌کرد، وارد شد. بعد از دبیرستان به دانشکده افسری در سانتیاگو وارد شد. پس از پایان دوره افسری به دانشکده اقتصاد در دانشگاه کالیفرنیا رفت و از آنجا با درجه لیسانس اقتصاد فارغ‌التحصیل شد.

## فعالیت سیاسی
عبد الرحمن بن عبد العزیز آل سعود تا سال ۱۹۷۸ وارد کار سیاسی نشده بود، در این سال به‌فرمان ملک فهد او بسمت معاونت وزارت دفاع و نیروی هوایی منصوب شد. وی این سمت را تا ۵ نوامبر ۲۰۱۱ برعهده داشت. در این سال او به دلیل اینکه از قبول ولیعهدی امیر نایف سرباز زد، ملک عبدالله او را از این سمتها معزول کرد.

## درگذشت
دربار سلطنتی عربستان در یک بیانیه رسمی درگذشت او را در تاریخ ۱۳ ژوئیه ۲۰۱۷ اعلام کرد.